# وليام توريس
وليام خيوفاني توريس ألجيريا (بالإنجليزية: William Jeovanny Torres Alegría)‏ (مواليد 27 أكتوبر 1976 في سان ميغيل) لاعب كرة قدم سلفادوري دولي يجيد اللعب في خط الوسط . يلعب حاليا لصالح نادي أغويلا السلفادوري منذ 2007 .

## روابط خارجية
- وليام توريس على موقع الاتحاد الدولي (مؤرشف)  (الإنجليزية)
- وليام توريس على موقع قاعدة بيانات كرة القدم.إي يو (الإنجليزية)
- وليام توريس على موقع ناشيونال فوتبول تيمز (الإنجليزية)
- وليام توريس على موقع Soccerway.com (الإنجليزية)
- وليام توريس على موقع كووورة